# Korpisaari (ö i Finland, Birkaland, Tammerfors, lat 61,31, long 23,54)
Korpisaari är en ö i Finland.   Den ligger i kommunen Vesilax i den ekonomiska regionen Tammerfors och landskapet Birkaland, i den södra delen av landet, 150 km nordväst om huvudstaden Helsingfors.